# Stade Sepsi
Le stade Sepsi (roumain : Stadionul Sepsi) est un stade de football situé à Sfântu Gheorghe en Roumanie. Il sert principalement de stade à l'équipe Sepsi OSK Sfântu Gheorghe. Le stade a été inauguré le 16 octobre 2021, lors d'un match de la douzième journée de la Liga 1 2021-2022, à l'occasion du match entre Sepsi OSK et le FC Voluntari.

## Histoire
Le gouvernement hongrois a financé la construction du stade, après que le gouvernement roumain ait construit la Sepsi Arena dans le même complexe sportif à Sfântu Gheorghe et plusieurs patinoires de hockey à Székelyföld, par l'intermédiaire de la Société nationale d'investissement,.
Le stade a coûté 25 millions d'euros et a une capacité de 8 400 places. Les travaux de construction ont débuté à l'été 2019. 
L'Arena Sepsi située à côté du stade de football est un gymnase multisports, pouvant organiser des matchs de basket-ball, de handball ou de volley-ball.